# Styckkostnad

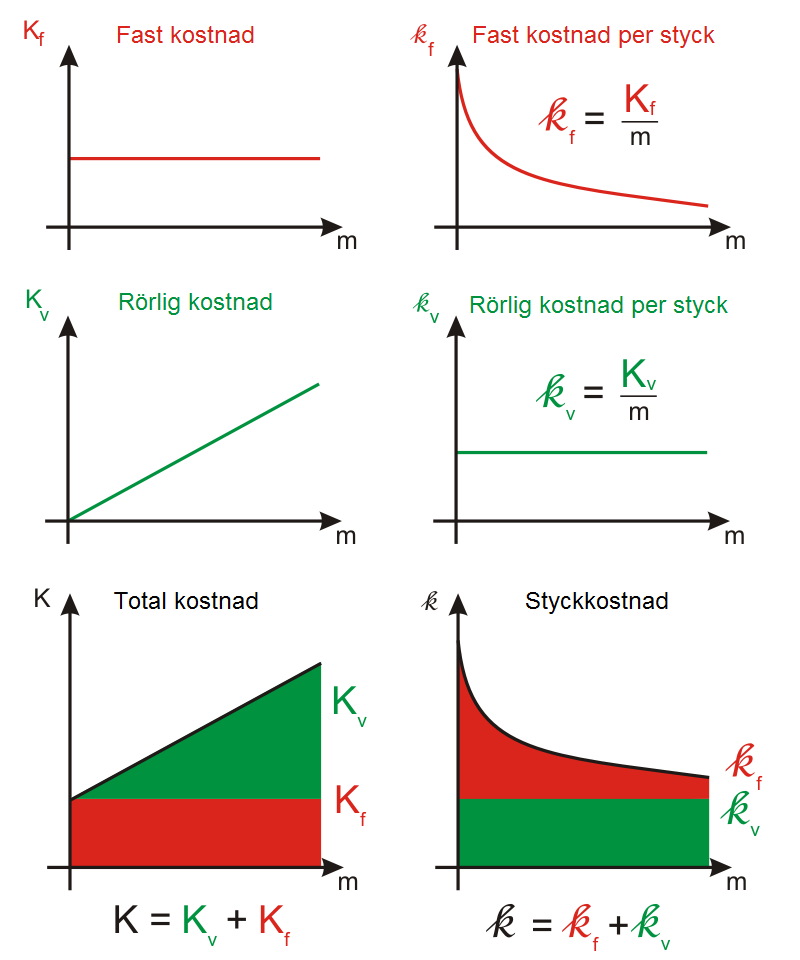
Samband mellan fast och rörlig kostnad respektive styckkostnad.

Styckkostnad är en företagsekonomisk term som betecknar kostnaden per producerad vara, d.v.s. genomsnittskostnaden per producerad vara.

## Översikt
Styckkostnaden har två delar, dels den som beror på de fasta kostnaderna och dels den som beror på de rörliga kostnaderna. Styckkostnaden är inte samma kostnad som marginalkostnaden. Medan styckkostnaden innehåller alla utgifter för produktionen utslagen på antalet producerade enheter så innehåller marginalkostnaden endast den ytterligare kostnad som produktionen av en vara medför. Detta kallas också kostnaden på marginalen.
För företag gäller det att fortsätta producera så länge som marginalkostnaden överstiger den rörliga styckkostnaden, men omedelbart lägga ned produktionen då marginalkostnaden understiger denna. Anledningen är att produktionen, då marginalkostnaden överstiger den rörliga styckkostnaden, ger inkomster som täcker de rörliga styckkostnaderna samt täcker en del av de fasta kostnaderna.